# エリザベス・ギャレット＝アンダースン

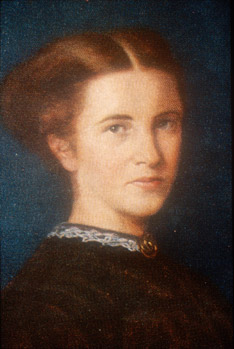
Elizabeth Garrett, 1866

エリザベス・ギャレット＝アンダースン（Elizabeth Garrett Anderson、1836年6月9日 - 1917年12月17日）は、イギリス最初の女性医師である。英国医師会（British Medical Association：BMA）の最初の入会を認められた女性であり、1883年から1903年の間、女子医学校の医学部長を務めた。婦人科と産科のパイオニアとして働いた。

## 生涯
ロンドンのホワイトチャペルに裕福な商人の家の10人兄弟の2人目の娘として生まれた。妹に有名な女性運動家となったミリセント・フォーセットがいる。家庭教師から教育を受けた後、13歳からロバート・ブラウニングの叔母が経営する上流階級の娘を教育する学校に入学した。
アメリカの最初の女性医師エリザベス・ブラックウェルの講演を聴いて、医学を志すが、イギリスでは当時、女性には医学の教育の門戸は閉ざされていた。ロンドンのミドルセックス州病院で外科看護師の見習いとして働き、彼女は、外科的処置と医術の研修に参加する機会を得た。病院に通い続け、患者を訪れ、薬局で看護助手として働いた。彼女は薬剤師会（LSA）資格を買うことにした。薬剤師の資格は、資格のある医師のもとで5年間働くことが必要であったが、1865年の秋に、薬剤師会は資格の授与を拒否したので、ギャレットは、父親に裁判を起こしてもらって、資格をうけた。
1866年にセント·メリーズ診療所を開いたが、人々から、女性の医者に対する不信感を受けねばならなかった。フローレンス・ナイチンゲールやソフィア・ジェックス＝ブレークとともに、ロンドン女子医学校で訓練を受けた。イギリスでは女性の医師免許が許可されないので、1870年にパリのソルボンヌ大学に学び、その年、フランスで医師免許を取得した。
1871年2月、船主で Peninsular and Oriental Steam Navigation Companyの経営者であったジェームズ・アンダースン（James George Skelton Anderson）と結婚した。3人の子供が生まれ、娘のルイーザは医師となり、息子のアランは後に保守党の下院議員となった。
1872年にロンドン女子医学校は医師養成機関として公認された。
1878年に、ギャレット＝アンダースンは卵巣の切除手術に成功した最初の医師となった。
1903年にサフォーク州のオールドバラ（Aldeburgh）に移り、その後1908年にオールドバラの町長となり、イギリス初の女性首長となった。
1917年に心臓病のため死去。
1918年にロンドン大学が運営する病院がギャレット＝アンダースンの功績を記念して、Elizabeth Garrett Anderson and Obstetric Hospitalと改名された。

## 画像

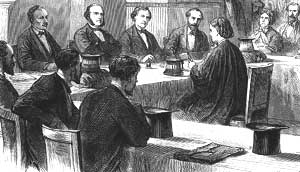
パリでのギャレット＝アンダースン
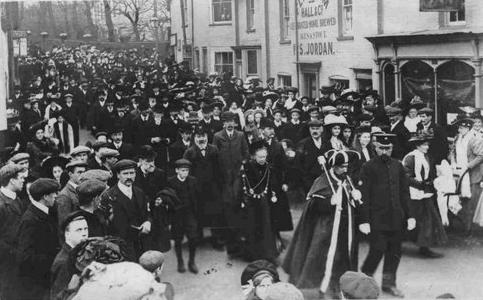
町長就任のセレモニー（1908）
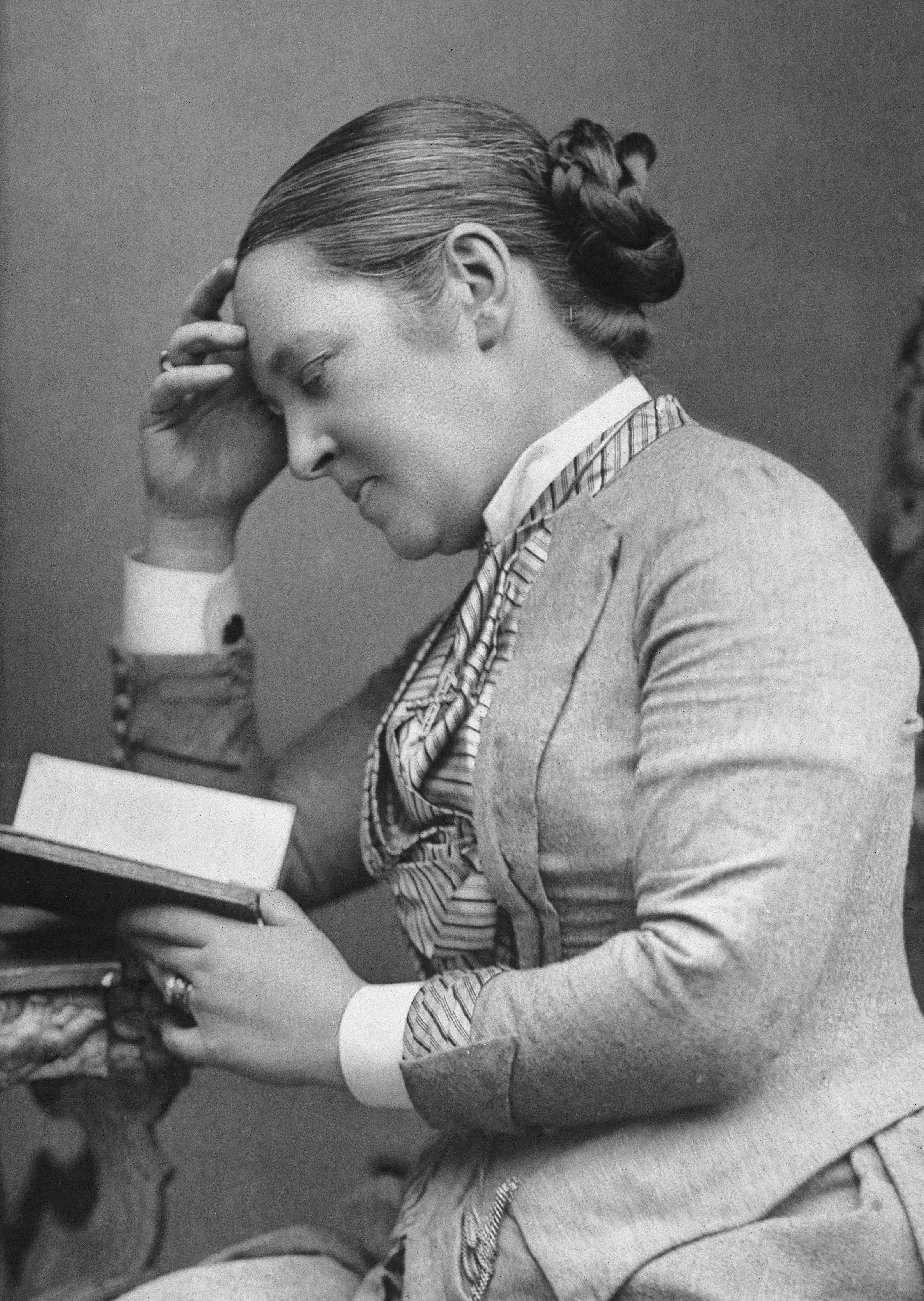
1889年の写真